# Nový Malín
Nový Malín é uma comuna checa localizada na região de Olomouc, distrito de Šumperk.